# Tephritis impunctata
Tephritis impunctata är en tvåvingeart som beskrevs av Tokuichi Shiraki 1933. Tephritis impunctata ingår i släktet Tephritis och familjen borrflugor.
Artens utbredningsområde är Taiwan. Inga underarter finns listade i Catalogue of Life.